# Hammaptera repandaria
Hammaptera repandaria är en fjärilsart som beskrevs av William Schaus. Hammaptera repandaria ingår i släktet Hammaptera och familjen mätare. Inga underarter finns listade i Catalogue of Life.